# ヨハン不動公とヨハン・フリードリヒ寛大公の肖像
『ヨハン不動公とヨハン・フリードリヒ寛大公の肖像』（ヨハンふどうこうとヨハン・フリードリヒかんだいこうのしょうぞう、独: Bildnis Johanns des Beständigen und Bildnis Johann Friedrichs I., des Großmütigen、英: Portrait of Johann the Steadfast and Portrait of Johann Friedrich the Magnanimous）は、ドイツ・ルネサンス期の画家ルーカス・クラナッハ (父) が1509年に板上に油彩で制作した二連画である。父子の肖像画で、父のヨハン不動公を表している左翼は縦41センチ、横31センチ、息子のヨハン・フリードリヒ寛大公を表している右翼は縦42センチ、横31センチのサイズとなっている。2点の肖像画を繋げる額縁は当初のもので、本のように閉じられるよう蝶番 (ちょうつがい) がついている。右翼の裏側には、ヨハン・フリードリヒの両親のものであるザクセンとメクレンブルクの紋章がある。作品は1991年にクリスティーズのオークションで購入されて以来、ロンドン・ナショナル・ギャラリーに所蔵されている。なお、作品は1995年に洗浄・修復を受けている。

## 作品

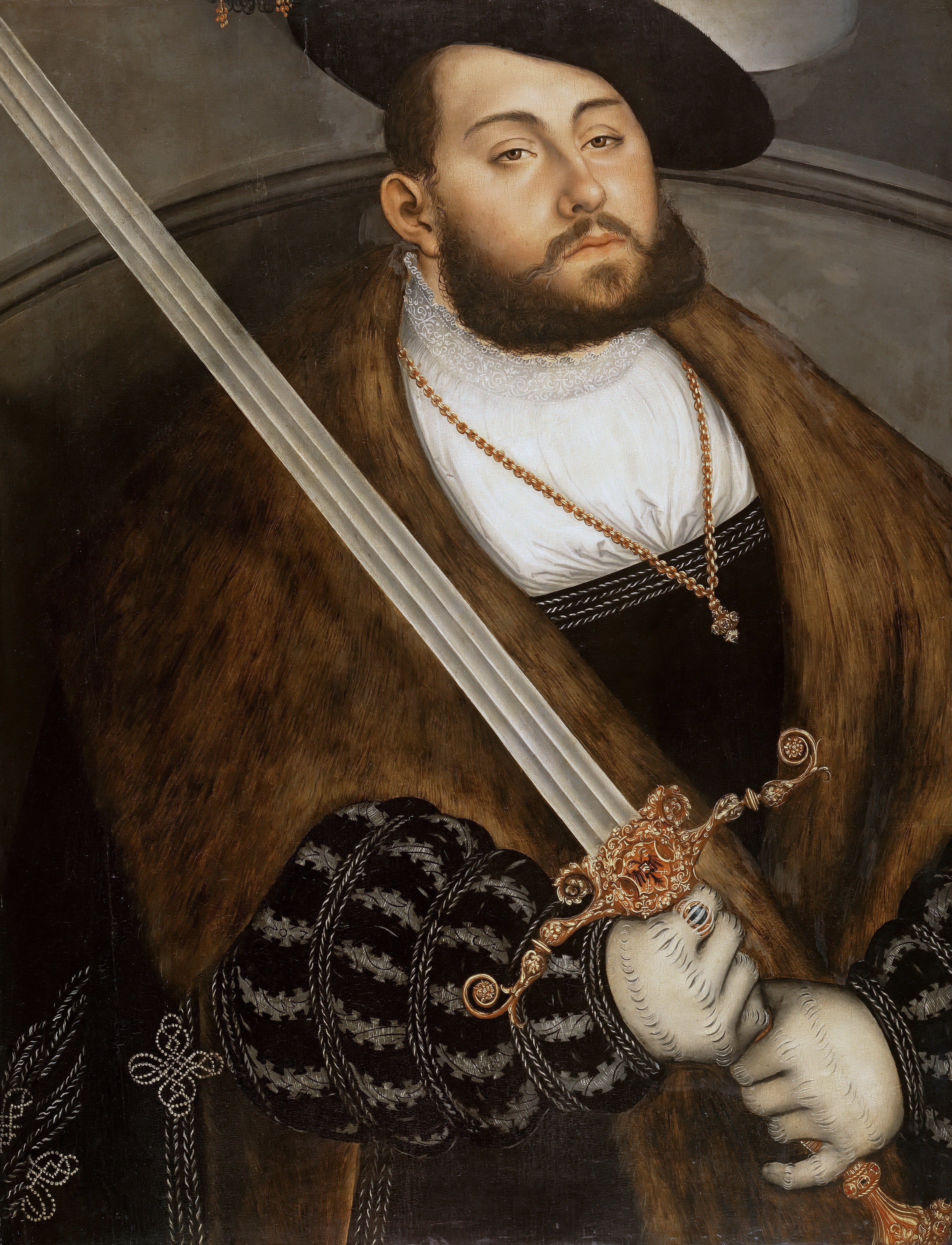
ルーカス・クラナッハ (父)『ザクセン選帝侯ヨハン・フリードリヒ寛大公の肖像』 (1535年ごろ)、絵画館 (ベルリン)

クラナッハがこの一対の肖像画を描いた当時、夫婦を一対の肖像画に描くことが慣例となっていた。本作で、ザクセン選帝侯のヨハン不動公が世継ぎであった6歳の息子ヨハン・フリードリヒとともに描かれたのは、選帝侯の妻であったメクレンブルクのゾフィアがヨハン・フリードリヒを出産した後、亡くなっていたからであろう。
左翼の少年ヨハン・フリードリヒは正面向きで、恥ずかしそうに視線を脇へ投げかけている。彼はダチョウの羽根の付いた帽子を被り、精緻に描かれた宝石を身に着けている。力強く描かれた羽毛の渦巻き、帽子と髪の毛、皮膚が接する部分、衣服の装飾的な切れ目が裏地の赤を見せている部分が三次元的な立体性を見せている。衣装のほうが少年の人物像よりも活力と実体性を備えているようですらある。
彼の頭部は左側の父親ヨハンよりも高い位置に描かれているが、これは彼の背の低さを強調する。彼は椅子に座って、父親の視線に向き合っているのである。おそらく、少年が公的に肖像画のポーズをとるのは、これが初めてだったと思われる。彼の肖像は非常に自然なもので、この絵画のために特別に写生されたらしい。また、作品に見られる生き生きとした筆致は弟子の手になるものではなく、クラナッハ自身の手になるものであることを示唆する。なお、ヨハン・フリードリヒの姿は、彼が成人した後の肥満体の肖像とは大きく異なっている。
右翼の父ヨハン不動公の肖像は息子ヨハン・フリードリヒほど生き生きと描かれておらず、クラナッハの同時期の祭壇画中のヨハンの肖像に類似している。どちらのヨハンの肖像も画家が彼を前に写生し、いつでも作品の制作依頼に応えられるよう工房に保管しておいた素描をもとにしたものかもしれない。画家がドイツの貴族たちを写生したその種の素描は数多く現存する。
父子の肖像の様々な相違にもかかわらず、クラナッハは両作品を注意深く関連づけている。父親ヨハンの肖像の背景の緑色は息子ヨハン・フリードリヒの上着の色に繰り返され、息子の肖像の背景の黒色は父親の服の色と同じである。